# Schloß Hainfeld
Schloß Hainfeld är ett slott i Österrike.   Det ligger i distriktet Südoststeiermark och förbundslandet Steiermark, i den östra delen av landet, 140 km söder om huvudstaden Wien. Schloß Hainfeld ligger 270 meter över havet.
Terrängen runt Schloß Hainfeld är huvudsakligen platt, men söderut är den kuperad. Schloß Hainfeld ligger nere i en dal. Närmaste större samhälle är Feldbach, 3,4 km väster om Schloß Hainfeld. 
I omgivningarna runt Schloß Hainfeld växer i huvudsak blandskog. Runt Schloß Hainfeld är det ganska tätbefolkat, med 90 invånare per kvadratkilometer.